# 易作霖
易作霖（えき さくりん、1897年7月19日 - 1945年3月29日）は、民初の言語学者、教育者、慈善家。号は剣楼。

## 生涯
1897年、清国の通州（南通）地方の学者の家庭に生まれた。子供の頃、彼は何ごとも習得が早く、中国の古典にも精通した。後に、通州師範学校に学び、卒業した。
1920年、上海の有名な中華書局で編集者として働いた。翌年の三月から、黎錦暉、陸衣言、沈問梅と共に、上海国語専門学校の教授に採用された。
1923年、国語統一準備委員会の任命により、黎錦熙、趙元任、林語堂などといった全国的に有名な学者と共に、国語ローマ字研究委員会のメンバーになった。
その後、徐々に学界からフェードアウトし、国民教育や慈善活動に専念した。小学校、高等学校の校長、南通県視学官、江蘇省視学官などを歴任した。質の高い教育を確保するため、様々な法律や規制を厳格に実装した。
1930年、通州貧児院という慈善団体を設立した。ここで、貧しい家庭の子供たちは基礎教育を受けて、簡単な技術も学んだ。
日中戦争の中に、彼は日本の占領軍とその協力者に連携することを拒否した。退却中の政府に続き、敵の手に落ちていなかった江蘇省北部で困難な条件の下で作業を続けた。戦争が続くにつれて、ますます多くの学校が閉鎖した。学校に行けない若者たちを助けるために、彼は江蘇省北部の姜堰で崇敬中学という学校を独力で再開し、校長を務めた。彼は友人やよく知られる教師などに助力を要請した。彼自身も中国語のクラスを教え、又、学生と一緒に毎朝の体操をした。
二年間の過酷な勤務は彼の健康を奪い、深刻な病気で、1945年の春に死亡した。
翌年、南通地元の名士たちは24人、記念宣言を発行し、追悼会を設置し、彼を「巨大な文学者、有名な教育者」と呼んだ。

## 家族
父親は易爻。号は謙六。母親は易王述厳。兄弟姉妹は四人：自昭（弟）、企衡（弟）、静儀（妹）、滄粟（妹）。1921年に結婚した妻は呉潔君。これらの彼の家族は全て死去した。子供達は五人：易愚（娘）、易坦（息子）、易魯（娘）、易烈（息子）、易洒（息子）。

## 学術研究
若い時、彼は積極的に中国語統一運動と新文化運動に参加した。教育の分野では、標準中国語の文法と音声を教え、それを徹底的に研究する仕事に従事した。学術的なアプローチは中国の古典と西洋の科学を統合したものであった。鋭敏な観察力を持ち、分析も詳細であった。理論的な原理を正確に使用して、実際の状況に応じて、頻繁に創造的な発明を行った。
1920年、『中国語音声講義』という学術文書を発表した。政府の教育省は、これを中国語音声学の授業と学習ための参考図書にさせた。その中の"単一母音図"と"複合母音図"は、中国語の音声研究に於て初の試みであった。三年前に、英国の音声学者のダニエル・ジョーンズによって発明された基本母音図と比較することができる。
1921年、『五声論』という論文を発表した。その中で、西洋の楽譜の読み方を元に、曲線で中国語の声調を記述する方法を始めて提案した。それは、趙元任の1930年の声調記号の発明の前駆体として見ることができる。その方法は今までも音声研究の中に広く使用されている。
1924年、『中国語文法講義四回』という学術文書を発表した。その本は、フレーズ
の分類と説明、関連する構造の適用と区別、及び埋め込み文句の分類と分析について、同時代の似たような本よりも優れていた。その中に頻繁に使用される、意味の特徴、意味の方向、文句の変換などの分析方法は、中国の文法学界で多年の後、徐々に人気を博した。
易作霖は、学術研究で優れた成果によって尊敬されてきて、黎錦熙、趙元任、林語堂などと並び有名な中国語の言語学者を見られた。

## 著作
- 1920年　『中国語音声講義（國音學講義）』　商務印書館出版　2010年　臺灣商務印書館再版
- 1920年　『中国語音声讀本（國音讀本）』　中華書局出版
- 1921年　『五声論（五聲論）』　『中華教育界』刊行　第10卷第8期，1-14頁
- 1921年　『南通語の音声アルファベットの說明書（南通語音字母說明書）』　『中華教育界』刊行　第11卷第2期，1-16頁
- 1924年　『中国語文法講義四回（國語文法四講）』　中華書局出版